# Francisca Ravestein
Francisca Ravestein (Leiden, 26 oktober 1952 – Pijnacker, 7 januari 2024) was een Nederlandse D66-politica en bestuurster.

## Biografie
Ze was dochter van architect en tijdelijk gemeenteraadlid Johannes Ravestein en Geertruida Hoogendoorn, wonende aan de Pieterskerkgracht 16. Francisca, een enkele keer aangeduid als Fransisca, is de jongere zus van violist Henny Ravestein.
Na de hbs-A volgde Ravestein een opleiding tot fysiotherapeut aan de Academie voor Fysiotherapie te Rotterdam. Van 1978 tot 1992 was ze als zodanig werkzaam in Rotterdam, tot 1987 in het Zuiderziekenhuis en vanaf 1987 bij de Reconvalescentenschool. Daar speelde ze ook basketbal bij A.M.V.J. Rotterdam. Ze was lid van de deelgemeenteraad en D66-fractievoorzitter van Rotterdam Centrum-Noord en van 1984 tot 1987 dagelijks bestuurder. In 1987 werd ze beleidsmedewerker van de D66-fractie in de Tweede Kamer. Van 1988 tot 1998 was ze lid van de Rotterdamse gemeenteraad en D66-fractievoorzitter. Verder is zij nog voorzitter geweest van de D66-afdeling Rotterdam, lid van het algemeen bestuur van de Stadsregio Rotterdam en vicevoorzitter van het recreatieschap Rottemeren.
In 1998 werd Ravestein gekozen tot lid van de Tweede Kamer. Ze hield zich vooral bezig met Ruimtelijke Ordening en Monumentenzorg. Ook was ze lid van de parlementaire enquêtecommissie Bouwfraude, maar moest deze commissie verlaten omdat ze in 2002 niet werd herkozen in de Tweede Kamer. Na haar Kamerlidmaatschap was ze zakelijk leider van operagezelschap Hollands Diep en manager internationale betrekkingen van de Internationale Architectuur Biënnale in Rotterdam. Van 2004 tot 2006 was Ravestein wethouder in Renkum. Van 2007 tot 2008 was ze waarnemend burgemeester van Beverwijk. Met ingang van 9 januari 2008 werd ze benoemd tot burgemeester van Opsterland.
Op zaterdag 13 februari 2010 werd Ravestein door de Algemene Vergadering van de Nederlandse Basketball Bond gekozen tot voorzitter. Zij kreeg als taak de bond, die bestaat uit vijf zelfstandige rayons, tot één geheel te smeden. In 2020 stopte ze als voorzitter van deze bond. Met ingang van 25 juni 2014 werd ze benoemd tot burgemeester van Pijnacker-Nootdorp. In januari 2022 legde ze die functie neer.
Ravestein overleed op 71-jarige leeftijd.

## Onderscheidingen
- Lid in de Orde van Oranje-Nassau (9 april 1998)
- Ridder in de Orde van Oranje-Nassau (27 juni 2002)
- Officier in de Orde van Oranje-Nassau (24 januari 2022)[12]
- Wolfert van Borselenpenning, gemeente Rotterdam (1998?)
- Lid van Verdienste, Nederlandse Basketball Bond (2020)
- Award of Merit, International Wheelchair Basketball Federation (2023)[13]

- Parlement.com: vg09llke1yum